# Rebecca Belmore
Rebecca Belmore (Upsala, Ontario, 22 de marzo de 1960) es una artista interdisciplinar canadiense de origen anishinaabe que es particularmente notable por su conciencia política y social, que refleja en sus instalaciones artísticas y sus obras de performance.
Belmore ha realizado y exhibido a nivel nacional e internacional desde 1986. Su obra se ocupa de la historia, la voz y la ausencia de voz, el lugar y la identidad. Para abordar la política de la representación, el arte de Belmore se esfuerza por invertir o subvertir las narrativas oficiales, al tiempo que demuestra una preferencia por el uso de gestos repetitivos y materiales naturales. El arte de Belmore revela un compromiso político duradero y su relación con la construcción de la identidad y las ideas de representación. Compromiso con la política y cómo se relacionan con la construcción de la identidad y las ideas de la representación.
Fue la primera mujer aborigen que representó a Canadá en la Bienal de Venecia en el año 2005. También recibió el Premio del Gobernador General en Artes Visuales y Medios de Comunicación en 2013.

## Vida
Belmore nació el 22 de marzo de 1960 en Upsala, Ontario, Canadá. La autora Jessica Bradley describe la adolescencia de Belmore como difícil, debido a "la costumbre arraigada a través de la asimilación impuesta por el gobierno canadiense, fue enviada a asistir a la escuela secundaria en Thunder Bay y alojada en una familia no nativa". Bradley añade que, como resultado de su experiencia como adolescente, las nociones de desplazamiento y pérdida cultural se "reforman en actos u objetos de reparación y protesta (dentro de sus diversas obras)".

## Carrera
Rebecca Belmore ha presentado trabajos en exposiciones bienales a lo largo de su carrera. Ha representado dos veces a Canadá en la Bienal de Sídney; en 1998 en la exposición Every Day, y en 2006 en la exposición Zones of Contact. En 2005, su obra Fountain fue exhibida en el Pabellón Canadiense de la 51.ª Bienal de Venecia, siendo la primera vez que un artista aborigen representaba a Canadá en el evento. En el mismo año se exhibió como parte de Sweet Taboos en la 3.ª Bienal de Tirana (Tirana, Albania). En 1991, expuso en la IV Bienal de La Habana (Cuba).
Belmore ha tenido dos importantes exposiciones itinerantes en solitario, The Named and the Unnamed, una instalación en múltiples partes que conmemora a las mujeres desaparecidas del Downtown Eastside de Vancouver, en la galería de arte de Morris y Helen Belkin de Vancouver (2002); y 33 Pieces, Blackwood Gallery, Universidad de Toronto Mississauga (2001).
En 2004, Belmore terminó una estancia con MAWA (Mentoring Artists for Women's Art) en Winnipeg (Manitoba).
En 2008, la Galería de Arte de Vancouver albergó Rising to the Occasion, un recorrido de la producción artística de Belmore.
En 2010, Belmore estuvo involucrada en una disputa legal con la Galería Pari Nadimi de Toronto, que la había demandado por daños punitivos y pérdida de ingresos futuros de $ 750,000.
En el 2014, Belmore fue comisionada para crear una obra original para el Museo Canadiense para los Derechos Humanos. El trabajo consiste en una manta de perlas de arcilla prensadas a mano, enganchando a la parte superior de la tela, para cuya producción contó con la colaboración de la comunidad de Winnipeg.